# Campeonato de Wimbledon 2022
El torneo de Wimbledon de 2022 se disputó entre el 27 de junio y el 10 de julio en las pistas de hierba del All England Lawn Tennis and Croquet Club, ubicado en Wimbledon (Reino Unido). Fue la 135.ª edición del campeonato y el tercer torneo de Grand Slam del año.
Este torneo estuvo marcado por el veto aplicado a todos los tenistas de Rusia y Bielorrusia, debido a la invasión rusa de Ucrania, por el cual ha encontrado férrea oposición y conflicto entre los tenistas como Novak Djokovic, Rafael Nadal, Andy Murray y el extenista ucraniano Sergiy Stakhovsky  y también siempre y cuando no haya detonación de casos con las consecuentes variantes y subvariantes que está acarreando el COVID-19 que no haga que se juegue el torneo a puerta cerrada o pueda suspenderse.
Debido al veto a tenistas rusos y bielorrusos, la ATP y la WTA, al no estar de acuerdo, decidieron no dar puntos por este torneo como castigo a ese veto.

## Cambios en el formato
Algunas novedades que trajo el torneo es que se eliminó el  Middle Sunday, es decir que se empezó a jugar los domingos y que los partidos en los cuartos de final se entrelazarán, es decir, intercalarán entre partido de hombres con el de mujeres, y otras novedades.

## Puntos y premios

### Distribución de puntos
El torneo no otorgó puntos para el ranking ATP y el ranking WTA, como protesta ante la decisión del promotor del torneo de excluir a los tenistas de Rusia y Bielorrusia.

### Premios monetarios
| Evento                          | G         | F           | SF        | CF        | R16       | R32       | R64      | R128     | C3       | C2       | C1       |
| Individuales                    | 2 000 £   | 1 050 000 £ | 535 000 £ | 310 000 £ | 190 000 £ | 120 000 £ | 78 000 £ | 50 000 £ | 32 000 £ | 19 000 £ | 11 000 £ |
| Dobles                          | 540 000 £ | 270 000 £   | 135 000 £ | 67 000 £  | 33 000 £  | 20 000 £  | 12 500 £ | —        | —        | —        | —        |
| Individuales en silla de ruedas | —         | —           | —         | —         | —         | —         | —        | —        | —        | —        | —        |
| Dobles en silla de ruedas       | —         | —           | —         | —         | —         | —         | —        | —        | —        | —        | —        |

## Sumario

### Día 1 (27 de junio)
- Cabezas de serie eliminados:
  - Individual masculino:  Hubert Hurkacz [7],  Pablo Carreño [16]
  - Individual femenino:  Danielle Collins [7],  Martina Trevisan [22],  Beatriz Haddad Maia [23],  Kaia Kanepi [31]
- Orden del día

| Partidos en los estadios principales                 | Partidos en los estadios principales            | Partidos en los estadios principales            | Partidos en los estadios principales            |
| Partidos en el Estadio Central All England Club      | Partidos en el Estadio Central All England Club | Partidos en el Estadio Central All England Club | Partidos en el Estadio Central All England Club |
| Modalidad                                            | Ganadores                                       | Perdedores                                      | Resultado                                       |
| ---------------------------------------------------- | ----------------------------------------------- | ----------------------------------------------- | ----------------------------------------------- |
| Individual masculino - Primera ronda                 | Novak Djokovic [1]                              | Soon Woo Kwon                                   | 6-3, 3-6, 6-3, 6-4                              |
| Individual femenino - Primera ronda                  | Emma Raducanu [10]                              | Alison Van Uytvanck                             | 6-4, 6-4                                        |
| Individual masculino - Primera ronda                 | Andy Murray                                     | James Duckworth                                 | 4-6, 6-3, 6-2, 6-4                              |
| Partidos en el Estadio 1                             |                                                 |                                                 |                                                 |
| Modalidad                                            | Ganadores                                       | Perdedores                                      | Resultado                                       |
| Individual femenino - Primera ronda                  | Ons Jabeur [3]                                  | Mirjam Björklund [Q]                            | 6-1, 6-3                                        |
| Individual masculino - Primera ronda                 | Carlos Alcaraz [5]                              | Jan-Lennard Struff                              | 4-6, 7-5, 4-6, 7-6(7-3), 6-4                    |
| Individual femenino - Primera ronda                  | Angelique Kerber [15]                           | Kristina Mladenovic                             | 6-0, 7-5                                        |
| Partidos en el Estadio 2                             |                                                 |                                                 |                                                 |
| Modalidad                                            | Ganadores                                       | Perdedores                                      | Resultado                                       |
| Individual masculino - Primera ronda                 | Cameron Norrie [9]                              | Pablo Andújar                                   | 6-0, 7-6(7-3), 6-3                              |
| Individual femenino - Primera ronda                  | Anett Kontaveit [2]                             | Bernarda Pera                                   | 7-5, 6-1                                        |
| Individual masculino - Primera ronda                 | Jannik Sinner [10]                              | Stan Wawrinka [WC]                              | 7-5, 4-6, 6-3, 6-2                              |
| Fondo de color indica un partido de la rama femenina |                                                 |                                                 |                                                 |

### Día 2 (28 de junio)
- Cabezas de serie eliminados:
  - Individual masculino:  Félix Auger-Aliassime [6],  Grigor Dimitrov [18],  Holger Rune [24],  Daniel Evans [28]
  - Individual femenino:  Belinda Bencic [14],  Jil Teichmann [18],  Camila Giorgi [21],  Yulia Putintseva [27],  Shelby Rogers [30]
- Orden del día

| Partidos en los estadios principales                 | Partidos en los estadios principales            | Partidos en los estadios principales            | Partidos en los estadios principales            |
| Partidos en el Estadio Central All England Club      | Partidos en el Estadio Central All England Club | Partidos en el Estadio Central All England Club | Partidos en el Estadio Central All England Club |
| Modalidad                                            | Ganadores                                       | Perdedores                                      | Resultado                                       |
| ---------------------------------------------------- | ----------------------------------------------- | ----------------------------------------------- | ----------------------------------------------- |
| Individual femenino - Primera ronda                  | Iga Świątek [1]                                 | Jana Fett [Q]                                   | 6-0, 6-3                                        |
| Individual masculino - Primera ronda                 | Rafael Nadal [2]                                | Francisco Cerúndolo                             | 6-4, 6-3, 3-6, 6-3                              |
| Individual femenino - Primera ronda                  | Harmony Tan                                     | Serena Williams [WC]                            | 7-5, 1-6, 7-6(10-7)                             |
| Partidos en el Estadio 1                             |                                                 |                                                 |                                                 |
| Modalidad                                            | Ganadores                                       | Perdedores                                      | Resultado                                       |
| Individual masculino - Primera ronda                 | Álex de Miñaur [19]                             | Hugo Dellien                                    | 6-1, 6-3, 7-5                                   |
| Individual femenino - Primera ronda                  | Heather Watson                                  | Tamara Korpatsch                                | 6-7(7-9), 7-5, 6-2                              |
| Individual femenino - Primera ronda                  | Simona Halep [16]                               | Karolína Muchová                                | 6-3, 6-2                                        |
| Individual masculino - Primera ronda                 | Stefanos Tsitsipas [4]                          | Alexander Ritschard [Q]                         | 7-6(7-1), 6-3, 5-7, 6-4                         |
| Partidos en el Estadio 2                             |                                                 |                                                 |                                                 |
| Modalidad                                            | Ganadores                                       | Perdedores                                      | Resultado                                       |
| Individual masculino - Primera ronda                 | Steve Johnson                                   | Grigor Dimitrov [18]                            | 4-6, 5-2, ret.                                  |
| Individual femenino - Primera ronda                  | Cori Gauff [11]                                 | Elena-Gabriela Ruse                             | 2-6, 6-3, 7-5                                   |
| Individual femenino - Primera ronda                  | Petra Kvitová [25]                              | Jasmine Paolini                                 | 2-6, 6-4, 6-2                                   |
| Individual masculino - Primera ronda                 | Jason Kubler [Q]                                | Daniel Evans [28]                               | 6-1, 6-4, 6-3                                   |
| Fondo de color indica un partido de la rama femenina |                                                 |                                                 |                                                 |

### Día 3 (29 de junio)
- Cabezas de serie eliminados:
  - Individual masculino:  Casper Ruud [3],  Reilly Opelka [15],  Sebastián Báez [31]
  - Individual femenino:  Anett Kontaveit [2],  Garbiñe Muguruza [9],  Emma Raducanu [10],  Sorana Cîrstea [26],  Anhelina Kalinina [29]
  - Dobles masculino:  Marcelo Arévalo /  Jean-Julien Rojer [4]
  - Dobles femenino:  Lucie Hradecká /  Sania Mirza [6],  Monica Niculescu /  Elena-Gabriela Ruse [14]
- Orden del día

| Partidos en los estadios principales                 | Partidos en los estadios principales            | Partidos en los estadios principales            | Partidos en los estadios principales            |
| Partidos en el Estadio Central All England Club      | Partidos en el Estadio Central All England Club | Partidos en el Estadio Central All England Club | Partidos en el Estadio Central All England Club |
| Modalidad                                            | Ganadores                                       | Perdedores                                      | Resultado                                       |
| ---------------------------------------------------- | ----------------------------------------------- | ----------------------------------------------- | ----------------------------------------------- |
| Individual masculino - Segunda ronda                 | Novak Djokovic [1]                              | Thanasi Kokkinakis                              | 6-1, 6-4, 6-2                                   |
| Individual femenino - Segunda ronda                  | Caroline Garcia                                 | Emma Raducanu [10]                              | 6-3, 6-3                                        |
| Individual masculino - Segunda ronda                 | John Isner [20]                                 | Andy Murray                                     | 6-4, 7-6(7-4), 6-7(3-7), 6-4                    |
| Partidos en el Estadio 1                             |                                                 |                                                 |                                                 |
| Modalidad                                            | Ganadores                                       | Perdedores                                      | Resultado                                       |
| Individual femenino - Segunda ronda                  | Jule Niemeier                                   | Anett Kontaveit [2]                             | 6-4, 6-0                                        |
| Individual femenino - Primera ronda                  | Karolína Plíšková [6]                           | Tereza Martincová                               | 7-6(7-1), 7-5                                   |
| Individual masculino - Segunda ronda                 | Cameron Norrie [9]                              | Jaume Munar                                     | 6-4, 3-6, 5-7, 6-0, 6-2                         |
| Individual femenino - Segunda ronda                  | María Sákkari [5]                               | Viktoriya Tomova                                | 6-4, 6-3                                        |
| Partidos en el Estadio 2                             |                                                 |                                                 |                                                 |
| Modalidad                                            | Ganadores                                       | Perdedores                                      | Resultado                                       |
| Individual masculino - Segunda ronda                 | Ugo Humbert                                     | Casper Ruud [3]                                 | 3-6, 6-2, 7-5, 6-4                              |
| Individual femenino - Primera ronda                  | Greet Minnen                                    | Garbiñe Muguruza [9]                            | 6-4, 6-0                                        |
| Individual femenino - Segunda ronda                  | Angelique Kerber [15]                           | Magda Linette                                   | 6-3, 6-3                                        |
| Individual masculino - Segunda ronda                 | Carlos Alcaraz [5]                              | Tallon Griekspoor                               | 6-4, 7-6(7-0), 6-3                              |
| Fondo de color indica un partido de la rama femenina |                                                 |                                                 |                                                 |

### Día 4 (30 de junio)
- Cabezas de serie eliminados:
  - Individual masculino:  Diego Schwartzman [12],  Denis Shapovalov [13],  Roberto Bautista [17],  Filip Krajinović [26]
  - Individual femenino:  Karolína Plíšková [6],  Sara Sorribes [32]
  - Dobles masculino:  Tim Puetz /  Michael Venus [5]
  - Dobles femenino:  Latisha Chan /  Samantha Stosur [12]
- Orden del día

| Partidos en los estadios principales                 | Partidos en los estadios principales            | Partidos en los estadios principales            | Partidos en los estadios principales            |
| Partidos en el Estadio Central All England Club      | Partidos en el Estadio Central All England Club | Partidos en el Estadio Central All England Club | Partidos en el Estadio Central All England Club |
| Modalidad                                            | Ganadores                                       | Perdedores                                      | Resultado                                       |
| ---------------------------------------------------- | ----------------------------------------------- | ----------------------------------------------- | ----------------------------------------------- |
| Individual femenino - Segunda ronda                  | Katie Boulter [WC]                              | Karolína Plíšková [6]                           | 3-6, 7-6(7-4), 6-4                              |
| Individual masculino - Segunda ronda                 | Rafael Nadal [2]                                | Ričardas Berankis                               | 6-4, 6-4, 4-6, 6-3                              |
| Individual femenino - Segunda ronda                  | Cori Gauff [11]                                 | Mihaela Buzărnescu                              | 6-2, 6-3                                        |
| Partidos en el Estadio 1                             |                                                 |                                                 |                                                 |
| Modalidad                                            | Ganadores                                       | Perdedores                                      | Resultado                                       |
| Individual masculino - Segunda ronda                 | Stefanos Tsitsipas [4]                          | Jordan Thompson                                 | 6-2, 6-3, 7-5                                   |
| Individual femenino - Segunda ronda                  | Iga Świątek [1]                                 | Lesley Kerkhove [LL]                            | 6-4, 4-6, 6-3                                   |
| Individual masculino - Segunda ronda                 | Álex de Miñaur [19]                             | Jack Draper                                     | 5-7, 7-6(7-0), 6-2, 6-3                         |
| Partidos en el Estadio 2                             |                                                 |                                                 |                                                 |
| Modalidad                                            | Ganadores                                       | Perdedores                                      | Resultado                                       |
| Individual femenino - Segunda ronda                  | Paula Badosa [4]                                | Irina Bara                                      | 6-3, 6-2                                        |
| Individual masculino - Segunda ronda                 | Nick Kyrgios                                    | Filip Krajinović [26]                           | 6-2, 6-3, 6-1                                   |
| Individual femenino - Segunda ronda                  | Jessica Pegula [8]                              | Harriet Dart                                    | 4-6, 6-3, 6-1                                   |
| Individual femenino - Segunda ronda                  | Simona Halep [16]                               | Kirsten Flipkens                                | 7-5, 6-4                                        |
| Fondo de color indica un partido de la rama femenina |                                                 |                                                 |                                                 |

### Día 5 (1 de julio)
- Cabezas de serie eliminados:
  - Individual masculino:  John Isner [20],  Nikoloz Basilashvili [22],  Miomir Kecmanović [25],  Oscar Otte [32]
  - Individual femenino:  María Sákkari [5],  Angelique Kerber [15],  Zhang Shuai [33]
  - Dobles mixto:  Marcelo Arévalo /  Giuliana Olmos [5]
- Orden del día

| Partidos en los estadios principales                 | Partidos en los estadios principales            | Partidos en los estadios principales            | Partidos en los estadios principales            |
| Partidos en el Estadio Central All England Club      | Partidos en el Estadio Central All England Club | Partidos en el Estadio Central All England Club | Partidos en el Estadio Central All England Club |
| Modalidad                                            | Ganadores                                       | Perdedores                                      | Resultado                                       |
| ---------------------------------------------------- | ----------------------------------------------- | ----------------------------------------------- | ----------------------------------------------- |
| Individual femenino - Tercera ronda                  | Ons Jabeur [3]                                  | Diane Parry                                     | 6-2, 6-3                                        |
| Individual masculino - Tercera ronda                 | Novak Djokovic [1]                              | Miomir Kecmanović [25]                          | 6-0, 6-3, 6-4                                   |
| Individual masculino - Tercera ronda                 | Cameron Norrie [9]                              | Steve Johnson                                   | 6-4, 6-1, 6-0                                   |
| Partidos en el Estadio 1                             |                                                 |                                                 |                                                 |
| Modalidad                                            | Ganadores                                       | Perdedores                                      | Resultado                                       |
| Individual femenino - Tercera ronda                  | Heather Watson                                  | Kaja Juvan                                      | 7-6(8-6), 6-2                                   |
| Individual femenino - Tercera ronda                  | Elise Mertens [24]                              | Angelique Kerber [15]                           | 6-4, 7-5                                        |
| Individual masculino - Tercera ronda                 | Carlos Alcaraz [5]                              | Oscar Otte [32]                                 | 6-3, 6-1, 6-2                                   |
| Partidos en el Estadio 2                             |                                                 |                                                 |                                                 |
| Modalidad                                            | Ganadores                                       | Perdedores                                      | Resultado                                       |
| Individual masculino - Tercera ronda                 | Frances Tiafoe [23]                             | Aleksandr Búblik                                | 3-6, 7-6(7-1), 7-6(7-3), 6-4                    |
| Individual femenino - Tercera ronda                  | Tatjana Maria                                   | María Sákkari [5]                               | 6-3, 7-5                                        |
| Individual masculino - Tercera ronda                 | Jannik Sinner [10]                              | John Isner [20]                                 | 6-4, 7-6(7-4), 6-3                              |
| Fondo de color indica un partido de la rama femenina |                                                 |                                                 |                                                 |

### Día 6 (2 de julio)
- Cabezas de serie eliminados:
  - Individual masculino:  Stefanos Tsitsipas [4],  Lorenzo Sonego [27],  Jenson Brooksby [29]
  - Individual femenino:  Iga Świątek [1],  Jessica Pegula [8],  Cori Gauff [11],  Barbora Krejčíková [13],  Petra Kvitová [25]
  - Dobles femenino:  Natela Dzalamidze /  Aleksandra Krunić [13],  Marie Bouzková /  Tereza Mihalíková [16]
- Orden del día

| Partidos en los estadios principales                 | Partidos en los estadios principales            | Partidos en los estadios principales            | Partidos en los estadios principales            |
| Partidos en el Estadio Central All England Club      | Partidos en el Estadio Central All England Club | Partidos en el Estadio Central All England Club | Partidos en el Estadio Central All England Club |
| Modalidad                                            | Ganadores                                       | Perdedores                                      | Resultado                                       |
| ---------------------------------------------------- | ----------------------------------------------- | ----------------------------------------------- | ----------------------------------------------- |
| Individual femenino - Tercera ronda                  | Amanda Anisimova [20]                           | Cori Gauff [11]                                 | 6-7(4-7), 6-2, 6-1                              |
| Individual femenino - Tercera ronda                  | Paula Badosa [4]                                | Petra Kvitová [25]                              | 7-5, 7-6(7-4)                                   |
| Individual masculino - Tercera ronda                 | Rafael Nadal [2]                                | Lorenzo Sonego [27]                             | 6-1, 6-2, 6-4                                   |
| Partidos en el Estadio 1                             |                                                 |                                                 |                                                 |
| Modalidad                                            | Ganadores                                       | Perdedores                                      | Resultado                                       |
| Individual masculino - Tercera ronda                 | Álex de Miñaur [19]                             | Liam Broady [WC]                                | 6-3, 6-4, 7-5                                   |
| Individual femenino - Tercera ronda                  | Alizé Cornet                                    | Iga Świątek [1]                                 | 6-4, 6-2                                        |
| Individual masculino - Tercera ronda                 | Nick Kyrgios                                    | Stefanos Tsitsipas [4]                          | 6-7(2-7), 6-4, 6-3, 7-6(9-7)                    |
| Partidos en el Estadio 2                             |                                                 |                                                 |                                                 |
| Modalidad                                            | Ganadores                                       | Perdedores                                      | Resultado                                       |
| Individual femenino - Tercera ronda                  | Harmony Tan                                     | Katie Boulter [WC]                              | 6-1, 6-1                                        |
| Individual masculino - Tercera ronda                 | Botic van de Zandschulp [21]                    | Richard Gasquet                                 | 7-5, 2-6, 7-6(9-7), 6-1                         |
| Individual femenino - Tercera ronda                  | Simona Halep [16]                               | Magdalena Fręch                                 | 6-4, 6-1                                        |
| Fondo de color indica un partido de la rama femenina |                                                 |                                                 |                                                 |

### Día 7 (3 de julio)
- Cabezas de serie eliminados:
  - Individual masculino:  Carlos Alcaraz [5],  Frances Tiafoe [23],  Tommy Paul [30]
  - Individual femenino:  Jeļena Ostapenko [12],  Elise Mertens [24]
  - Dobles masculino:  Lloyd Glasspool /  Harri Heliövaara [15],  Rafael Matos /  David Vega Hernández [16]
  - Dobles femenino:  Gabriela Dabrowski /  Giuliana Olmos [3]
  - Dobles mixto:  Nicolas Mahut /  Shuai Zhang [3],  Mate Pavić /  Sania Mirza [6],  Filip Polášek /  Andreja Klepač [8]
- Orden del día

| Partidos en los estadios principales                 | Partidos en los estadios principales            | Partidos en los estadios principales            | Partidos en los estadios principales            |
| Partidos en el Estadio Central All England Club      | Partidos en el Estadio Central All England Club | Partidos en el Estadio Central All England Club | Partidos en el Estadio Central All England Club |
| Modalidad                                            | Ganadores                                       | Perdedores                                      | Resultado                                       |
| ---------------------------------------------------- | ----------------------------------------------- | ----------------------------------------------- | ----------------------------------------------- |
| Individual femenino - Cuarta ronda                   | Jule Niemeier                                   | Heather Watson                                  | 6-2, 6-4                                        |
| Individual masculino - Cuarta ronda                  | Jannik Sinner [10]                              | Carlos Alcaraz [5]                              | 6-1, 6-4, 6-7(8-10), 6-3                        |
| Individual masculino - Cuarta ronda                  | Novak Djokovic [1]                              | Tim van Rijthoven [WC]                          | 6-2, 4-6, 6-1, 6-2                              |
| Partidos en el Estadio 1                             |                                                 |                                                 |                                                 |
| Modalidad                                            | Ganadores                                       | Perdedores                                      | Resultado                                       |
| Individual femenino - Cuarta ronda                   | Tatjana Maria                                   | Jeļena Ostapenko [12]                           | 5-7, 7-5, 7-5                                   |
| Individual masculino - Cuarta ronda                  | Cameron Norrie [9]                              | Tommy Paul [30]                                 | 6-4, 7-5, 6-4                                   |
| Individual femenino - Cuarta ronda                   | Ons Jabeur [3]                                  | Elise Mertens [24]                              | 7-6(11-9), 6-4                                  |
| Partidos en el Estadio 2                             |                                                 |                                                 |                                                 |
| Modalidad                                            | Ganadores                                       | Perdedores                                      | Resultado                                       |
| Individual femenino - Cuarta ronda                   | Marie Bouzková                                  | Caroline Garcia                                 | 7-5, 6-2                                        |
| Individual masculino - Cuarta ronda                  | David Goffin                                    | Frances Tiafoe [23]                             | 7-6(7-3), 5-7, 5-7, 6-4, 7-5                    |
| Dobles mixto - Segunda ronda                         | Jonny O'Mara [WC] Alicia Barnett [WC]           | Jamie Murray [WC] Venus Williams [WC]           | 3-6, 6-4, 7-6(18-16)                            |
| Fondo de color indica un partido de la rama femenina |                                                 |                                                 |                                                 |

### Día 8 (4 de julio)
- Cabezas de serie eliminados:
  - Individual masculino:  Álex de Miñaur [19],  Botic van de Zandschulp [21]
  - Individual femenino:  Paula Badosa [4]
  - Dobles masculino:  Wesley Koolhof /  Neal Skupski [3],  Ivan Dodig /  Austin Krajicek [8],  Jamie Murray /  Bruno Soares [9],  Santiago González /  Andrés Molteni [13]
  - Dobles femenino:  Asia Muhammad /  Ena Shibahara [5],  Xu Yifan /  Zhaoxuan Yang [9],  Nadiia Kichenok /  Raluca Olaru [15]
  - Dobles mixto:  Jean-Julien Rojer /  Ena Shibahara [1],  John Peers /  Gabriela Dabrowski [4]
- Orden del día

| Partidos en los estadios principales                 | Partidos en los estadios principales            | Partidos en los estadios principales            | Partidos en los estadios principales            |
| Partidos en el Estadio Central All England Club      | Partidos en el Estadio Central All England Club | Partidos en el Estadio Central All England Club | Partidos en el Estadio Central All England Club |
| Modalidad                                            | Ganadores                                       | Perdedores                                      | Resultado                                       |
| ---------------------------------------------------- | ----------------------------------------------- | ----------------------------------------------- | ----------------------------------------------- |
| Individual masculino - Cuarta ronda                  | Nick Kyrgios                                    | Brandon Nakashima                               | 4-6, 6-4, 7-6(7-2), 3-6, 6-2                    |
| Individual femenino - Cuarta ronda                   | Simona Halep [16]                               | Paula Badosa [4]                                | 6-1, 6-2                                        |
| Individual masculino - Cuarta ronda                  | Rafael Nadal [2]                                | Botic van de Zandschulp [21]                    | 6-4, 6-2, 7-6(8-6)                              |
| Partidos en el Estadio 1                             |                                                 |                                                 |                                                 |
| Modalidad                                            | Ganadores                                       | Perdedores                                      | Resultado                                       |
| Individual femenino - Cuarta ronda                   | Elena Rybakina [17]                             | Petra Martić                                    | 7-5, 6-3                                        |
| Individual masculino - Cuarta ronda                  | Taylor Fritz [11]                               | Jason Kubler [Q]                                | 6-3, 6-1, 6-4                                   |
| Individual femenino - Cuarta ronda                   | Amanda Anisimova [20]                           | Harmony Tan                                     | 6-2, 6-3                                        |
| Partidos en el Estadio 2                             |                                                 |                                                 |                                                 |
| Modalidad                                            | Ganadores                                       | Perdedores                                      | Resultado                                       |
| Individual masculino - Cuarta ronda                  | Christian Garín                                 | Álex de Miñaur [19]                             | 2-6, 5-7, 7-6(7-3), 6-4, 7-6(10-6)              |
| Individual femenino - Cuarta ronda                   | Ajla Tomljanović                                | Alizé Cornet                                    | 4-6, 6-4, 6-3                                   |
| Dobles femenino - Tercera ronda                      | Alexa Guarachi [7] Andreja Klepač [7]           | Xu Yifan [9] Zhaoxuan Yang [9]                  | 6-3, 7-5                                        |
| Dobles mixto - Cuartos de final                      | Jack Sock Cori Gauff                            | Édouard Roger-Vasselin [PR] Alizé Cornet [PR]   | 6-3, 6-4                                        |
| Fondo de color indica un partido de la rama femenina |                                                 |                                                 |                                                 |

### Día 9 (5 de julio)
- Cabezas de serie eliminados:
  - Individual masculino:  Jannik Sinner [10]
  - Dobles masculino:  Kevin Krawietz /  Andreas Mies [11]
  - Dobles femenino:  Shuko Aoyama /  Hao-ching Chan [8],  Nicole Melichar /  Ellen Perez [10]
  - Dobles mixto:  Robert Farah /  Jeļena Ostapenko [7]
- Orden del día

| Partidos en los estadios principales                 | Partidos en los estadios principales            | Partidos en los estadios principales            | Partidos en los estadios principales            |
| Partidos en el Estadio Central All England Club      | Partidos en el Estadio Central All England Club | Partidos en el Estadio Central All England Club | Partidos en el Estadio Central All England Club |
| Modalidad                                            | Ganadores                                       | Perdedores                                      | Resultado                                       |
| ---------------------------------------------------- | ----------------------------------------------- | ----------------------------------------------- | ----------------------------------------------- |
| Individual masculino - Cuartos de final              | Novak Djokovic [1]                              | Jannik Sinner [10]                              | 5-7, 2-6, 6-3, 6-2, 6-2                         |
| Individual femenino - Cuartos de final               | Ons Jabeur [3]                                  | Marie Bouzková                                  | 3-6, 6-1, 6-1                                   |
| Partidos en el Estadio 1                             |                                                 |                                                 |                                                 |
| Modalidad                                            | Ganadores                                       | Perdedores                                      | Resultado                                       |
| Individual femenino - Cuartos de final               | Tatjana Maria                                   | Jule Niemeier                                   | 4-6, 6-2, 7-5                                   |
| Individual masculino - Cuartos de final              | Cameron Norrie [9]                              | David Goffin                                    | 3-6, 7-5, 2-6, 6-3, 7-5                         |
| Fondo de color indica un partido de la rama femenina |                                                 |                                                 |                                                 |

### Día 10 (6 de julio)
- Cabezas de serie eliminados:
  - Individual masculino:  Taylor Fritz [11]
  - Individual femenino:  Amanda Anisimova [20]
  - Dobles masculino:  John Peers /  Filip Polášek [7],  Nicolas Mahut /  Édouard Roger-Vasselin [12]
  - Dobles femenino:  Alexa Guarachi /  Andreja Klepač [7],  Alicja Rosolska /  Erin Routliffe [11]
  - Dobles mixto:  Mate Pavić /  Sania Mirza [6]
- Orden del día

| Partidos en los estadios principales                 | Partidos en los estadios principales            | Partidos en los estadios principales            | Partidos en los estadios principales            |
| Partidos en el Estadio Central All England Club      | Partidos en el Estadio Central All England Club | Partidos en el Estadio Central All England Club | Partidos en el Estadio Central All England Club |
| Modalidad                                            | Ganadores                                       | Perdedores                                      | Resultado                                       |
| ---------------------------------------------------- | ----------------------------------------------- | ----------------------------------------------- | ----------------------------------------------- |
| Individual femenino - Cuartos de final               | Simona Halep [16]                               | Amanda Anisimova [20]                           | 6-2, 6-4                                        |
| Individual masculino - Cuartos de final              | Rafael Nadal [2]                                | Taylor Fritz [11]                               | 3-6, 7-5, 3-6, 7-5, 7-6(10-4)                   |
| Partidos en el Estadio 1                             |                                                 |                                                 |                                                 |
| Modalidad                                            | Ganadores                                       | Perdedores                                      | Resultado                                       |
| Individual femenino - Cuartos de final               | Elena Rybakina [17]                             | Ajla Tomljanović                                | 4-6, 6-2, 6-3                                   |
| Individual masculino - Cuartos de final              | Nick Kyrgios                                    | Christian Garín                                 | 6-4, 6-3, 7-6(7-5)                              |
| Fondo de color indica un partido de la rama femenina |                                                 |                                                 |                                                 |

### Día 11 (7 de julio)
- Cabezas de serie eliminados:
  - Individual femenino:  Simona Halep [16]
  - Dobles masculino:  Rajeev Ram /  Joe Salisbury [1],  Juan Sebastián Cabal /  Robert Farah [6]
- Orden del día

| Partidos en los estadios principales                 | Partidos en los estadios principales            | Partidos en los estadios principales            | Partidos en los estadios principales            |
| Partidos en el Estadio Central All England Club      | Partidos en el Estadio Central All England Club | Partidos en el Estadio Central All England Club | Partidos en el Estadio Central All England Club |
| Modalidad                                            | Ganadores                                       | Perdedores                                      | Resultado                                       |
| ---------------------------------------------------- | ----------------------------------------------- | ----------------------------------------------- | ----------------------------------------------- |
| Individual femenino - Semifinales                    | Ons Jabeur [3]                                  | Tatjana Maria                                   | 6-2, 3-6, 6-1                                   |
| Individual femenino - Semifinales                    | Elena Rybakina [17]                             | Simona Halep [16]                               | 6-3, 6-3                                        |
| Dobles mixto - Final                                 | Neal Skupski [2] Desirae Krawczyk [2]           | Matthew Ebden Samantha Stosur                   | 6-4, 6-3                                        |
| Partidos en el Estadio 1                             |                                                 |                                                 |                                                 |
| Modalidad                                            | Ganadores                                       | Perdedores                                      | Resultado                                       |
| Dobles masculino - Semifinales                       | Matthew Ebden [14] Max Purcell [14]             | Rajeev Ram [1] Joe Salisbury [1]                | 3-6, 6-7(1-7), 7-6(11-9), 6-4, 6-2              |
| Dobles masculino - Semifinales                       | Nikola Mektić [2] Mate Pavić [2]                | Juan Sebastián Cabal [6] Robert Farah [6]       | 6-7(2-7), 7-6(7-0), 4-6, 6-2, 7-6(10-4)         |
| Fondo de color indica un partido de la rama femenina |                                                 |                                                 |                                                 |

### Día 12 (8 de julio)
- Cabezas de serie eliminados:
  - Individual masculino:  Rafael Nadal [2],  Cameron Norrie [9]
  - Dobles femenino:  Lyudmyla Kichenok /  Jeļena Ostapenko [4]
- Orden del día

| Partidos en los estadios principales                 | Partidos en los estadios principales            | Partidos en los estadios principales            | Partidos en los estadios principales            |
| Partidos en el Estadio Central All England Club      | Partidos en el Estadio Central All England Club | Partidos en el Estadio Central All England Club | Partidos en el Estadio Central All England Club |
| Modalidad                                            | Ganadores                                       | Perdedores                                      | Resultado                                       |
| ---------------------------------------------------- | ----------------------------------------------- | ----------------------------------------------- | ----------------------------------------------- |
| Dobles femenino - Semifinales                        | Barbora Krejčíková [2] Kateřina Siniaková [2]   | Lyudmyla Kichenok [4] Jeļena Ostapenko [4]      | 6-2, 6-2                                        |
| Individual masculino - Semifinales                   | Novak Djokovic [1]                              | Cameron Norrie [9]                              | 2-6, 6-3, 6-2, 6-4                              |
| Individual masculino - Semifinales                   | Nick Kyrgios                                    | Rafael Nadal [2]                                | walkover                                        |
| Dobles femenino - Semifinales                        | Elise Mertens [1] Shuai Zhang [1]               | Danielle Collins Desirae Krawczyk               | 6-2, 3-6, 6-3                                   |
| Fondo de color indica un partido de la rama femenina |                                                 |                                                 |                                                 |

### Día 13 (9 de julio)
- Cabezas de serie eliminados:
  - Individual femenino:  Ons Jabeur [3]
  - Dobles masculino:  Nikola Mektić /  Mate Pavić [2]
- Orden del día

| Partidos en los estadios principales                 | Partidos en los estadios principales            | Partidos en los estadios principales            | Partidos en los estadios principales            |
| Partidos en el Estadio Central All England Club      | Partidos en el Estadio Central All England Club | Partidos en el Estadio Central All England Club | Partidos en el Estadio Central All England Club |
| Modalidad                                            | Ganadores                                       | Perdedores                                      | Resultado                                       |
| ---------------------------------------------------- | ----------------------------------------------- | ----------------------------------------------- | ----------------------------------------------- |
| Individual femenino - Final                          | Elena Rybakina [17]                             | Ons Jabeur [3]                                  | 3-6, 6-2, 6-2                                   |
| Dobles masculino - Final                             | Matthew Ebden [14] Max Purcell [14]             | Nikola Mektić [2] Mate Pavić [2]                | 7-6(7-5), 6-7(3-7), 4-6, 6-4, 7-6(10-2)         |
| Fondo de color indica un partido de la rama femenina |                                                 |                                                 |                                                 |

### Día 14 (10 de julio)
- Cabezas de serie eliminados:
  - Dobles femenino:  Elise Mertens /  Shuai Zhang [1]
- Orden del día

| Partidos en los estadios principales                 | Partidos en los estadios principales            | Partidos en los estadios principales            | Partidos en los estadios principales            |
| Partidos en el Estadio Central All England Club      | Partidos en el Estadio Central All England Club | Partidos en el Estadio Central All England Club | Partidos en el Estadio Central All England Club |
| Modalidad                                            | Ganadores                                       | Perdedores                                      | Resultado                                       |
| ---------------------------------------------------- | ----------------------------------------------- | ----------------------------------------------- | ----------------------------------------------- |
| Individual masculino - Final                         | Novak Djokovic [1]                              | Nick Kyrgios                                    | 4-6, 6-3, 6-4, 7-6(7-3)                         |
| Dobles femenino - Final                              | Barbora Krejčíková [2] Kateřina Siniaková [2]   | Elise Mertens [1] Shuai Zhang [1]               | 6-2, 6-4                                        |
| Fondo de color indica un partido de la rama femenina |                                                 |                                                 |                                                 |

## Cabezas de serie
Como resultado de las reglas especiales de ajuste de clasificación debido a la pandemia de COVID-19, los jugadores defienden el mayor de sus puntos del torneo de 2021 o el 50 % restante de sus puntos del torneo de 2019. Esos puntos no eran obligatorios y se incluyen en la tabla a continuación solo si contaron para la clasificación del jugador a partir del 21 de marzo de 2022.

La ATP ha decidido eliminar los puntos de clasificación del torneo de 2022 como resultado de la decisión del All England Club de prohibir la participación de jugadores rusos y bielorrusos en el torneo.

### Individual masculino
| N.º | Clasif | Jugador                 | Puntos | Puntos por defender | Puntos ganados | Nuevos puntos | Ronda hasta la que avanzó en el torneo                 |
| --- | ------ | ----------------------- | ------ | ------------------- | -------------- | ------------- | ------------------------------------------------------ |
| 1   | 3      | Novak Djokovic          | 6770   | 2000                | 0              | 4770          | Campeón, venció a Nick Kyrgios                         |
| 2   | 4      | Rafael Nadal            | 6525   | 0                   | 0              | 6525          | Semifinales, se retiró ante Nick Kyrgios               |
| 3   | 6      | Casper Ruud             | 5050   | 0                   | 0              | 5050          | Segunda ronda, perdió ante Ugo Humbert                 |
| 4   | 5      | Stefanos Tsitsipas      | 5150   | 10                  | 0              | 5140          | Tercera ronda, perdió ante Nick Kyrgios                |
| 5   | 7      | Carlos Alcaraz          | 4890   | 45                  | 0              | 4845          | Cuarta ronda, perdió ante Jannik Sinner [10]           |
| 6   | 9      | Félix Auger-Aliassime   | 3760   | 360                 | 0              | 3425          | Primera ronda, perdió ante Maxime Cressy               |
| 7   | 10     | Hubert Hurkacz          | 3735   | 720                 | 0              | 3025          | Primera ronda, perdió ante Alejandro Davidovich Fokina |
| 8   | 11     | Matteo Berrettini       | 3480   | 1200                | 0              | 2280          | Baja antes de la primera ronda.                        |
| 9   | 12     | Cameron Norrie          | 3200   | 90                  | 0              | 3110          | Semifinales, perdió ante Novak Djokovic [1]            |
| 10  | 13     | Jannik Sinner           | 3185   | 0                   | 0              | 3185          | Cuartos de final, perdió ante Novak Djokovic [1]       |
| 11  | 14     | Taylor Fritz            | 3045   | 90                  | 0              | 2955          | Cuartos de final, perdió ante Rafael Nadal [2]         |
| 12  | 15     | Diego Schwartzman       | 2325   | 0                   | 0              | 2325          | Segunda ronda, perdió ante Liam Broady [WC]            |
| 13  | 16     | Denis Shapovalov        | 2293   | 720                 | 0              | 1573          | Segunda ronda, perdió ante Brandon Nakashima           |
| 14  | 17     | Marin Čilić             | 2220   | 90                  | 0              | 2130          | Baja antes de la primera ronda.                        |
| 15  | 18     | Reilly Opelka           | 2100   | 45                  | 0              | 2055          | Segunda ronda, perdió ante Tim van Rijthoven [WC]      |
| 16  | 19     | Pablo Carreño           | 1930   | 10                  | 0              | 1920          | Primera ronda, se retiró ante Dušan Lajović            |
| 17  | 20     | Roberto Bautista        | 2008   | 360                 | 0              | 1648          | Segunda ronda, se retiró ante Daniel Elahi Galán       |
| 18  | 21     | Grigor Dimitrov         | 1785   | 45                  | 0              | 1740          | Primera ronda, se retiró ante Steve Johnson            |
| 19  | 27     | Álex de Miñaur          | 1473   | 23                  | 0              | 1450          | Cuarta ronda, perdió ante Christian Garín              |
| 20  | 24     | John Isner              | 1616   | 23                  | 0              | 1593          | Tercera ronda, perdió ante Jannik Sinner [10]          |
| 21  | 25     | Botic van de Zandschulp | 1518   | 61                  | 0              | 1457          | Cuarta ronda, perdió ante Rafael Nadal [2]             |
| 22  | 26     | Nikoloz Basilashvili    | 1473   | 23                  | 0              | 1450          | Tercera ronda, perdió ante Tim van Rijthoven [WC]      |
| 23  | 28     | Frances Tiafoe          | 1439   | 90                  | 0              | 1349          | Cuarta ronda, perdió ante David Goffin                 |
| 24  | 29     | Holger Rune             | 1420   | 0                   | 0              | 1420          | Primera ronda, perdió ante Marcos Giron                |
| 25  | 30     | Miomir Kecmanović       | 1306   | 45                  | 0              | 1261          | Tercera ronda, perdió ante Novak Djokovic [1]          |
| 26  | 31     | Filip Krajinović        | 1300   | 0                   | 0              | 1300          | Segunda ronda, perdió ante Nick Kyrgios                |
| 27  | 54     | Lorenzo Sonego          | 980    | 180                 | 0              | 800           | Tercera ronda, perdió ante Rafael Nadal [2]            |
| 28  | 33     | Daniel Evans            | 1198   | 90                  | 0              | 1108          | Primera ronda, perdió ante Jason Kubler [Q]            |
| 29  | 34     | Jenson Brooksby         | 1187   | 0                   | 0              | 1187          | Tercera ronda, perdió ante Christian Garín             |
| 30  | 32     | Tommy Paul              | 1208   | 0                   | 0              | 1208          | Cuarta ronda, perdió ante Cameron Norrie [9]           |
| 31  | 35     | Sebastián Báez          | 1168   | 0                   | 0              | 1168          | Segunda ronda, perdió ante David Goffin                |
| 32  | 36     | Oscar Otte              | 1155   | 70                  | 0              | 1085          | Tercera ronda, perdió ante Carlos Alcaraz [5]          |

#### Exclusiones masculinas notables
| Clasif | Jugador         | Puntos | Puntos por defender | Puntos ganados | Nuevos puntos | Motivo                       |
| ------ | --------------- | ------ | ------------------- | -------------- | ------------- | ---------------------------- |
| 1      | Daniil Medvédev | 7955   | 180                 | 0              | 7775          | Vetados por la organización. |
| 8      | Andrey Rublev   | 3870   | 180                 | 0              | 3690          | Vetados por la organización. |
| 22     | Karen Khachanov | 1755   | 360                 | 0              | 1395          | Vetados por la organización. |

#### Bajas masculinas notables
| Clasif | Jugador           | Puntos | Puntos por defender | Puntos ganados | Nuevos puntos | Motivo                |
| ------ | ----------------- | ------ | ------------------- | -------------- | ------------- | --------------------- |
| 2      | Alexander Zverev  | 7030   | 180                 | 0              | 6850          | Lesión en el tobillo. |
| 11     | Matteo Berrettini | 3480   | 1200                | 0              | 2280          | Positivo a COVID-19.  |
| 17     | Marin Čilić       | 2220   | 90                  | 0              | 2130          | Positivo a COVID-19.  |
| 23     | Gaël Monfils      | 1660   | 45                  | 0              | 1615          | Lesión en el pie.     |

### Individual femenino
| N.º | Clasif | Jugador             | Puntos | Puntos por defender | Puntos ganados | Nuevos puntos | Ronda hasta la que avanzó en el torneo                 |
| --- | ------ | ------------------- | ------ | ------------------- | -------------- | ------------- | ------------------------------------------------------ |
| 1   | 1      | Iga Świątek         | 8631   | 240                 | 0              | 8391          | Tercera ronda, perdió ante Alizé Cornet                |
| 2   | 2      | Anett Kontaveit     | 4511   | 10                  | 0              | 4501          | Segunda ronda, perdió ante Jule Niemeier               |
| 3   | 3      | Ons Jabeur          | 4340   | 430                 | 0              | 3910          | Final, perdió ante Elena Rybakina [17]                 |
| 4   | 4      | Paula Badosa        | 4245   | 240                 | 0              | 4005          | Cuarta ronda, perdió ante Simona Halep [16]            |
| 5   | 5      | María Sákkari       | 4205   | 130                 | 0              | 4075          | Tercera ronda, perdió ante Tatjana Maria               |
| 6   | 7      | Karolína Plíšková   | 3777   | 1300                | 0              | 2477          | Segunda ronda, perdió ante Katie Boulter [WC]          |
| 7   | 8      | Danielle Collins    | 3255   | 70                  | 0              | 3185          | Primera ronda, perdió ante Marie Bouzková              |
| 8   | 9      | Jessica Pegula      | 3185   | 70                  | 0              | 3115          | Tercera ronda, perdió ante Petra Martić                |
| 9   | 10     | Garbiñe Muguruza    | 2961   | 130                 | 0              | 2831          | Primera ronda, perdió ante Greet Minnen                |
| 10  | 11     | Emma Raducanu       | 2952   | 240                 | 0              | 2712          | Segunda ronda, perdió ante Caroline Garcia             |
| 11  | 12     | Cori Gauff          | 2940   | 240                 | 0              | 2700          | Tercera ronda, perdió ante Amanda Anisimova [20]       |
| 12  | 14     | Jeļena Ostapenko    | 2596   | 130                 | 0              | 2466          | Cuarta ronda, perdió ante Tatjana Maria                |
| 13  | 15     | Barbora Krejčíková  | 2592   | 240                 | 0              | 2352          | Tercera ronda, perdió ante Ajla Tomljanović            |
| 14  | 17     | Belinda Bencic      | 2585   | 10                  | 0              | 2575          | Primera ronda, perdió ante Qiang Wang                  |
| 15  | 18     | Angelique Kerber    | 2419   | 780                 | 0              | 1639          | Tercera ronda, perdió ante Elise Mertens [24]          |
| 16  | 19     | Simona Halep        | 2305   | 0                   | 0              | 2305          | Semifinales, perdió ante Elena Rybakina [17]           |
| 17  | 21     | Elena Rybakina      | 2120   | 240                 | 0              | 1880          | Campeona, venció a Ons Jabeur                          |
| 18  | 23     | Jil Teichmann       | 2023   | 10                  | 0              | 2013          | Primera ronda, perdió ante Ajla Tomljanović            |
| 19  | 24     | Madison Keys        | 1910   | 240                 | 0              | 1670          | Baja antes de la primera ronda.                        |
| 20  | 25     | Amanda Anisimova    | 1840   | 10                  | 0              | 1830          | Cuartos de final, perdió ante Simona Halep [16]        |
| 21  | 26     | Camila Giorgi       | 1812   | 70                  | 0              | 1742          | Primera ronda, perdió ante Magdalena Fręch             |
| 22  | 27     | Martina Trevisan    | 1744   | 10                  | 0              | 1764          | Primera ronda, perdió ante Elisabetta Cocciaretto [PR] |
| 23  | 29     | Beatriz Haddad Maia | 1640   | 0                   | 0              | 1640          | Primera ronda, perdió ante Kaja Juvan                  |
| 24  | 30     | Elise Mertens       | 1615   | 130                 | 0              | 1485          | Cuarta ronda, perdió ante Ons Jabeur [3]               |
| 25  | 31     | Petra Kvitová       | 1435   | 10                  | 0              | 1425          | Tercera ronda, perdió ante Paula Badosa [4]            |
| 26  | 32     | Sorana Cirstea      | 1430   | 130                 | 0              | 1300          | Segunda ronda, perdió ante Tatjana Maria               |
| 27  | 33     | Yulia Putintseva    | 1420   | 70                  | 0              | 1350          | Primera ronda, perdió ante Alizé Cornet                |
| 28  | 35     | Alison Riske        | 1381   | 10                  | 0              | 1371          | Tercera ronda, perdió ante Marie Bouzková              |
| 29  | 36     | Anhelina Kalinina   | 1347   | 0                   | 0              | 1347          | Segunda ronda, perdió ante Lesia Tsurenko              |
| 30  | 37     | Shelby Rogers       | 1334   | 130                 | 0              | 1204          | Primera ronda, perdió ante Petra Martić                |
| 31  | 39     | Kaia Kanepi         | 1297   | 10                  | 0              | 1287          | Primera ronda, perdió ante Diane Parry                 |
| 32  | 40     | Sara Sorribes       | 1276   | 70                  | 0              | 1206          | Segunda ronda, perdió ante Harmony Tan                 |
| 33  | 41     | Shuai Zhang         | 1240   | 10                  | 0              | 1230          | Tercera ronda, perdió ante Caroline Garcia             |

- Ranking del 20 de junio de 2022.[15]

#### Bajas femeninas notables
| Clasif | Jugador          | Puntos | Puntos por defender | Puntos ganados | Nuevos puntos | Motivo           |
| ------ | ---------------- | ------ | ------------------- | -------------- | ------------- | ---------------- |
| 16     | Leylah Fernandez | 2590   | 10                  | 0              | 2580          | Lesión en el pie |

## Cabezas de serie dobles
| Jugadores            | Jugadores              | Clasif | N.º |
| -------------------- | ---------------------- | ------ | --- |
| Rajeev Ram           | Joe Salisbury          | 3      | 1   |
| Nikola Mektić        | Mate Pavić             | 10     | 2   |
| Wesley Koolhof       | Neal Skupski           | 15     | 3   |
| Marcelo Arévalo      | Jean-Julien Rojer      | 21     | 4   |
| Tim Puetz            | Michael Venus          | 23     | 5   |
| Juan Sebastián Cabal | Robert Farah           | 24     | 6   |
| John Peers           | Filip Polášek          | 31     | 7   |
| Ivan Dodig           | Austin Krajicek        | 37     | 8   |
| Jamie Murray         | Bruno Soares           | 52     | 9   |
| Thanasi Kokkinakis   | Nick Kyrgios           | 56     | 10  |
| Kevin Krawietz       | Andreas Mies           | 60     | 11  |
| Nicolas Mahut        | Édouard Roger-Vasselin | 66     | 12  |
| Santiago González    | Andrés Molteni         | 66     | 13  |
| Matthew Ebden        | Max Purcell            | 69     | 14  |
| Lloyd Glasspool      | Harri Heliövaara       | 72     | 15  |
| Rafael Matos         | David Vega Hernández   | 85     | 16  |

| Jugadoras          | Jugadoras           | Clasif | N.º |
| ------------------ | ------------------- | ------ | --- |
| Elise Mertens      | Shuai Zhang         | 5      | 1   |
| Barbora Krejčíková | Kateřina Siniaková  | 11     | 2   |
| Gabriela Dabrowski | Giuliana Olmos      | 21     | 3   |
| Lyudmyla Kichenok  | Jeļena Ostapenko    | 40     | 4   |
| Asia Muhammad      | Ena Shibahara       | 43     | 5   |
| Lucie Hradecká     | Sania Mirza         | 43     | 6   |
| Alexa Guarachi     | Andreja Klepač      | 45     | 7   |
| Shuko Aoyama       | Hao-Ching Chan      | 59     | 8   |
| Yifan Xu           | Zhaoxuan Yang       | 59     | 9   |
| Nicole Melichar    | Ellen Perez         | 78     | 10  |
| Alicja Rosolska    | Erin Routliffe      | 80     | 11  |
| Latisha Chan       | Samantha Stosur     | 91     | 12  |
| Natela Dzalamidze  | Aleksandra Krunić   | 96     | 13  |
| Monica Niculescu   | Elena-Gabriela Ruse | 98     | 14  |
| Nadiia Kichenok    | Raluca Olaru        | 102    | 15  |
| Kirsten Flipkens   | Sara Sorribes       | 110    | 16  |

### Dobles mixto
| Jugadores         | Jugadores          | N.º |
| ----------------- | ------------------ | --- |
| Jean-Julien Rojer | Ena Shibahara      | 1   |
| Neal Skupski      | Desirae Krawczyk   | 2   |
| Nicolas Mahut     | Shuai Zhang        | 3   |
| John Peers        | Gabriela Dabrowski | 4   |
| Marcelo Arévalo   | Giuliana Olmos     | 5   |
| Mate Pavić        | Sania Mirza        | 6   |
| Robert Farah      | Jeļena Ostapenko   | 7   |
| Filip Polášek     | Andreja Klepač     | 8   |

## Invitados
| - Zizou Bergs - Liam Broady - Jay Clarke - Alastair Gray - Paul Jubb - Ryan Peniston - Tim van Rijthoven - Stan Wawrinka | - Katie Boulter - Jodie Burrage - Sonay Kartal - Yuriko Miyazaki - Daria Saville - Katie Swan - Serena Williams |

| - Liam Broady / Jay Clarke - Julian Cash / Henry Patten - Arthur Fery / Felix Gill - Alastair Gray / Ryan Peniston - Jonny O'Mara / Ken Skupski | - Naiktha Bains / Maia Lumsden - Alicia Barnett / Olivia Nicholls - Jodie Burrage / Eden Silva - Harriet Dart / Heather Watson - Sarah Beth Grey / Yuriko Miyazaki - Sonay Kartal / Nell Miller |

### Dobles mixto
- Ivan Dodig /  Latisha Chan
- Kyle Edmund /  Olivia Nicholls
- Jamie Murray /  Venus Williams
- Jonny O'Mara /  Alicia Barnett
- Ken Skupski /  Heather Watson

## Clasificación
La competición clasificatoria se realizó en el All England del 20 al 23 de junio de 2022.
| 1. Bernabé Zapata 2. Jason Kubler 3. Dennis Novak 4. Andrea Vavassori 5. Maximilian Marterer 6. Marc-Andrea Huesler 7. Radu Albot 8. Lukáš Klein 9. Enzo Couacaud 10. Mijaíl Kukushkin 11. Lukáš Rosol 12. Alexander Ritschard 13. Max Purcell 14. Jack Sock 15. Nicola Kuhn 16. Christian Harrison | 1. Zoe Hives 2. Maja Chwalińska 3. Mirjam Björklund 4. Nastasja Schunk 5. Maddison Inglis 6. Katarzyna Kawa 7. Fernanda Contreras 8. Louisa Chirico 9. Mai Hontama 10. Astra Sharma 11. Jana Fett 12. Jaimee Fourlis 13. Yanina Wickmayer 14. Christina McHale 15. Catherine Harrison 16. Emina Bektas |

## Campeones defensores
| Evento                      | Campeones de 2021                         | Campeones de 2022                     |
| --------------------------- | ----------------------------------------- | ------------------------------------- |
| Individual masculino        | Novak Djokovic                            | Novak Djokovic                        |
| Individual femenino         | Ashleigh Barty                            | Elena Rybakina                        |
| Dobles masculino            | Nikola Mektić Mate Pavić                  | Matthew Ebden Max Purcell             |
| Dobles femenino             | Su-Wei Hsieh Elise Mertens                | Kateřina Siniaková Barbora Krejčíková |
| Dobles mixto                | Neal Skupski Desirae Krawczyk             | Neal Skupski Desirae Krawczyk         |
| Individual júnior masculino | Samir Banerjee                            | Mili Poljičak                         |
| Individual júnior femenino  | Ane Mintegi del Olmo                      | Liv Hovde                             |
| Dobles júnior masculino     | Edas Butvilas Alejandro Manzanera Pertusa | Sebastian Gorzny Alex Michelsen       |
| Dobles júnior femenino      | Kristina Dmitruk Diana Shnaider           | Rose Marie Nijkamp Angella Okutoyi    |

## Campeones

### Sénior

#### Individual masculino
Novak Djokovic venció a  Nick Kyrgios por 4-6, 6-3, 6-4, 7-6(7-3)

#### Individual femenino
Yelena Rybakina venció a  Ons Jabeur por 3-6, 6-2, 6-2.

#### Dobles masculino
Matthew Ebden /  Max Purcell vencieron a  Nikola Mektić /  Mate Pavić por 7-6(7-5), 6-7(3-7), 4-6, 6-4, 7-6(10-2)

#### Dobles femenino
Barbora Krejčíková /  Kateřina Siniaková vencieron a  Elise Mertens /  Shuai Zhang por 6-2, 6-4

#### Dobles mixto
Neal Skupski /  Desirae Krawczyk vencieron a  Matthew Ebden /  Samantha Stosur por 6-4, 6-3

### Júnior

#### Individual masculino
Mili Poljičak venció a  Michael Zheng por 7-6(7-2), 7-6(7-3)

#### Individual femenino
Liv Hovde venció a  Luca Udvardy por 6-3, 6-4

#### Dobles masculino
Sebastian Gorzny /  Alex Michelsen vencieron a  Gabriel Debru /  Paul Inchauspé por 7-6(7-5), 6-3

#### Dobles femenino
Rose Marie Nijkamp /  Angella Okutoyi vencieron a  Kayla Cross /  Victoria Mboko por 3-6, 6-4, [11-9]

### Silla de ruedas

#### Individual masculino
Shingo Kunieda venció a  Alfie Hewett por 4-6, 7-5, 7-6(7-5)

#### Individual femenino
Diede de Groot venció a  Yui Kamiji por 6-4, 6-2

#### Dobles masculino
Gustavo Fernández /  Shingo Kunieda vencieron a  Alfie Hewett /  Gordon Reid por 6-3, 6-1

#### Dobles femenino
Yui Kamiji /  Dana Mathewson vencieron a  Diede de Groot /  Aniek van Koot por 6-1, 7-5

#### Individual Quad
Sam Schröder venció a  Niels Vink por 7-6(7-5), 6-1 

#### Dobles Quad
Sam Schröder /  Niels Vink contra  Andrew Lapthorne /  David Wagner